# WASP-11/HAT-P-10
WASP-11/HAT-P-10 – pomarańczowy karzeł znajdujący się 408 lat świetlnych od Ziemi w gwiazdozbiorze Barana. Wokół gwiazdy orbituje jedna planeta – WASP-11 b/HAT-P-10 b. Nazwy przyjęte dla gwiazdy i planety są wynikiem porozumienia między dwoma zespołami odkrywców.

## Charakterystyka
WASP-11/HAT-P-10 jest pomarańczowym karłem typu widmowego K3 V. Tego rodzaju gwiazdy są mniejsze od żółtych karłów, czyli gwiazd, do których należy między innymi Słońce. Masa gwiazdy WASP-11/HAT-P-10 wynosi 0,82 masy Słońca, zaś promień 0,81 promienia Słońca. Pomarańczowe karły żyją o wiele dłużej niż gwiazdy typu widmowego G. WASP-11/HAT-P-10 liczy sobie 11,2 ± 4,1 miliarda lat, czyli więcej niż trwa całe istnienie gwiazd takich jak Słońce. Szacuje się, że gwiazdy typu widmowego K dożywają 15-30 miliardów lat.
Temperatura na powierzchni gwiazdy wynosi ok. 4980 K.

## System planetarny
Wokół gwiazdy WASP-11/HAT-P-10 krąży planeta WASP-11 b/HAT-P-10 b. Została odkryta w 2008 roku przez dwa oddzielne zespoły działające w ramach programów SuperWASP oraz HATNet. W obu przypadkach odkrycia dokonano metodą tranzytu. 